# Região Metropolitana de Sousa
A Região Metropolitana de Sousa (RMS) é uma região metropolitana brasileira localizada no estado da Paraíba, constituída por nove municípios. Foi instituída pela lei complementar nº 117 de 21 de janeiro de 2013.

## Municípios
- Aparecida
- Lastro
- Marizópolis
- Nazarezinho
- Santa Cruz
- São Francisco
- São José da Lagoa Tapada
- Sousa
- Vieirópolis